# Суд-Меннукси (Сан-Паулу)
Суд-Меннукси (порт. Sud Mennucci)  —  муниципалитет в Бразилии, входит в штат Сан-Паулу. Составная часть мезорегиона Арасатуба. Входит в экономико-статистический  микрорегион Андрадина. Население составляет 7483 человека на 2006 год. Занимает площадь 590,682 км². Плотность населения — 12,7 чел./км².

## История
Город основан в 1948 году.

## Статистика
- Валовой внутренний продукт на 2003 составляет 101.007.664,00 реалов (данные: Бразильский институт географии и статистики).
- Валовой внутренний продукт на душу населения на 2003 составляет 13.596,40 реалов (данные: Бразильский институт географии и статистики).
- Индекс развития человеческого потенциала на 2000 составляет 0,779 (данные: Программа развития ООН).